# Зелени гущери
 Тази статия е за рода Гущери (Lacerta).  За подразред Гущери (Sauria) вижте Гущери.  
Зелени гущери или само гущери (Lacerta), са род влечуги, част от подразред Гущери (Sauria). В България се срещат 5 вида.

## Видове
- Lacerta agilis – Ливаден гущер
- Lacerta anatolica
- Lacerta andreanskyi
- Lacerta aranica
- Lacerta aurelioi
- Lacerta bedriagae
- Lacerta bilineata
- Lacerta bonnali
- Lacerta brandtii
- Lacerta cappadocica
- Lacerta chlorogaster
- Lacerta cyanisparsa
- Lacerta cyanura
- Lacerta danfordi
- Lacerta defilippii
- Lacerta dryada
- Lacerta fraasii
- Lacerta graeca
- Lacerta herseyi
- Lacerta horvathi
- Lacerta jayakari
- Lacerta kulzeri
- Lacerta laevis
- Lacerta lepida
- Lacerta media
- Lacerta monticola
- Lacerta mosorensis
- Lacerta oertzeni
- Lacerta oxycephala
- Lacerta pamphylica
- Lacerta parva
- Lacerta praticola – Горски гущер
- Lacerta schreiberi
- Lacerta steineri
- Lacerta strigata
- Lacerta trilineata – Ивичест гущер
- Lacerta viridis – Зелен гущер
- Lacerta vivipara – Живороден гущер (Планински гущер)
- Lacerta zagrosica